# Gerardo Laveaga
Gerardo Felipe Laveaga Rendón (Ciudad de México, 5 de febrero de 1963) es un abogado, escritor y académico mexicano.

## Biografía
Es abogado por la Escuela Libre de Derecho, donde se recibió con la tesis La estructura política del Derecho. Realizó estudios de posgrado en la Universidad de Londres, obtuvo una Maestría en la Universidad Iberoamericana y un doctorado en la Facultad de Derecho de la Universidad Nacional Autónoma de México (UNAM).
Es autor de los libros La cultura de la legalidad, Hombres de gobierno y Leyes, neuronas y hormonas: Por qué la biología nos obligará a redefinir el derecho. Coautor de La democracia y sus quimeras. Coordinador de Entre abogados te veas; 65 propuestas para modernizar el Sistema Penal en México; Rostros y personajes de las ciencias penales; El derecho penal a juicio. Diccionario crítico; 20 preguntas difíciles sobre política criminal en México, Cine y ciencias penales y Pintura y ciencias penales.
Fue catedrático de Teoría del Estado en la Facultad de Derecho de la Universidad La Salle (1988-1998) y de Sociología Jurídica en la Universidad Iberoamericana (1999-2002), así como Director de la Revista Mexicana de Procuración de Justicia (PGJDF).
Fue miembro del Comité Académico del Instituto de la Judicatura del Poder Judicial de la Federación y director de La Barra, órgano de información y difusión de la Barra Mexicana, Colegio de Abogados, donde fungió, más tarde, como Coordinador de Debates.
Desde 2002, es catedrático de Derecho Constitucional en el Instituto Tecnológico Autónomo de México (ITAM) y miembro del consejo editorial de la revista El mundo del abogado.
Dentro del servicio público, se ha desempeñado como director general de Relaciones Institucionales del DDF; director general del Ministerio Público en lo Familiar y Civil (PGJDF), director general de Prevención del Delito y Servicios a la Comunidad (PGR) y director general de Comunicación Social de la Suprema Corte de Justicia de la Nación.
Entre 2013 y 2014, fue Comisionado Presidente del Instituto Federal de Acceso a la Información y Protección de Datos Personales (IFAI), periodo en el que el IFAI se convirtió en el INAI, organismo autónomo constitucional. Entre 2017 y 2020 fue director general del Instituto Nacional de Ciencias Penales (INACIPE).
En el ámbito literario, ha sido colaborador del diario Excélsior –primero en el suplemento «El Búho» y posteriormente en su sección Subversiones –, y es autor de novelas como Valeria, El último desfile de septiembre, Creced y multiplicaos, El sueño de Inocencio, Justicia y Si tú quieres, moriré.

## Premios y reconocimientos
Ha recibido distinciones como el Premio Nacional de la Juventud (1985); la Mención de Excelencia “Jesús Reyes Heroles” (1985); la Presea al Mérito en la Administración Pública otorgada por el Colegio de Abogados “Foro de México” (1998); la Gran Cruz otorgada por la Universidad Argentina John F. Kennedy (2004); la Gran Orden de la Reforma otorgada por la Academia Nacional (2006); el Premio Nacional de Periodismo “José Pagés Llergo” (2006). Asimismo, fue
distinguido con la Orden Nacional del Mérito, otorgada por el gobierno de Francia en 2012.

## Obras[8]

### Ensayos
- Entre abogados te veas –coordinador– (Edamex, 1993)
- La cultura de la legalidad (Instituto de Investigaciones Jurídicas UNAM, 1998)
- La democracia y sus quimeras –coautor– (FCE, 2006)
- Hombres de Gobierno (Aguilar, 2008)
- Sin literatura no hay derecho –coordinador– (Tirant Lo Blanch/El Colegio Nacional, 2017)
- 65 propuestas para modernizar el Sistema Penal en México –coordinador– (INACIPE, 2006)
- El derecho penal a juicio –coordinador– (INACIPE, 2008)
- 20 preguntas difíciles sobre política criminal en México –coordinador– (INACIPE, 2018)
- Cine y ciencias penales –coordinador– (INACIPE, 2019)
- Leyes, neuronas y hormonas: Por qué la biología nos obligará a redefinir el derecho (Taurus, 2021)

### Novelas
- Valeria (Diana, 1987)
- El último desfile de septiembre (Planeta, 1994)
- Creced y multiplicaos (Nueva Imagen, 1996)
- El sueño de Inocencio (MR/Planeta, 2006)
- Justicia (Alfaguara, 2012)
- Si tú quieres, moriré (Planeta, 2018)